# 24709 Mitau
A 24709 Mitau (ideiglenes jelöléssel 1991 PE6) a Naprendszer kisbolygóövében található aszteroida. Eric Walter Elst fedezte fel 1991. augusztus 6-án.